# Yakov Punkin
Yakov Punkin, né le 8 décembre 1921 à Zaporijia (Ukraine) et mort le 12 octobre 1994 à Zaporijia (Ukraine), est un lutteur gréco-romain ukrainien.

## Biographie
Il commence la lutte en 1938, tout en travaillant dans une usine comme tourneur avant la Seconde Guerre mondiale. En 1941, il s'engage dans l'armée soviétique, mais il est très vite capturé par les Allemands et passe le reste de la guerre dans des camps de prisonniers. L'été 1942 à Emsland, de 1942 à 1945 à Osnabrück et jusqu'à la fin du conflit près de Magdebourg. Durant toutes ces années, il cache ses origines juives. À sa libération, il ne pèse que 36 kilos. 
De 1945 à 1948, il sert dans l'armée soviétique tout en poursuivant la pratique de la lutte. En 1952, aux JO d'Helsinki, il remporte la médaille d'or. Il se retire de la compétition en 1955 et devient entraîneur dans sa ville natale.
Un tournoi est organisé chaque année en son honneur à Zaporijia.